# KLM-vlucht 823
Op 12 juni 1961 verongelukte vlucht 823 van de Koninklijke Luchtvaart Maatschappij (KLM) tijdens het aanvliegen op de internationale luchthaven van Caïro. Het vliegtuig, een Lockheed L-188 Electra, vertrokken vanuit Rome met eindbestemming Kuala Lumpur, was van plan een tussenlanding te maken in de Egyptische hoofdstad Caïro, maar stortte ongeveer 4 kilometer ten zuidoosten van de luchthaven neer. Drie bemanningsleden en zeventien passagiers kwamen om. Als oorzaak werd vastgesteld dat de piloot niet goed op zijn instrumenten keek.

## Fatale vlucht

### Vluchtgegevens
Aan boord bevonden zich zeven bemanningsleden en 29 passagiers, onder wie vier kinderen. De Britse gezagvoerder K.J. Reynolds (37) was reeds 12 jaar in dienst bij de KLM en had bijna 11.500 vlieguren op zijn naam staan. Hij was echter niet eerder gezagvoerder van het bij deze ramp betrokken type vliegtuig. Copiloot J.W.H. Heuts was 5 jaar in dienst.
De lading aan boord bestond uit goudstaven, meer dan 5000 horloges en post.
Het vliegtuig werd in 1960 gebouwd en op 14 december van dat jaar, als Lockheed L-188C Electra met registratie PH-LLM en naam Sirius ingeschreven in het Nederlands Luchtvaartuigregister. Ten tijde van het ongeluk had het 1265 vlieguren gemaakt.

### Vluchtverloop
Vlucht 823 vertrok op zondagavond 11 juni van Schiphol en zette koers richting München voor de eerste tussenstop. De tweede tussenstop was op Rome Fiumicino, waarvandaan het vliegtuig op 12 juni richting Caïro vertrok. De vlucht verliep voorspoedig; door gunstige weersomstandigheden was de vluchttijd met 33 minuten ingekort.
Op 35 zeemijlen van Caïro meldde de bemanning zich bij de verkeersleiding van Caïro. Ze werden opgedragen naar 2000 voet (610 meter) te dalen en baan 34 te naderen. In plaats van de standaard KLM-aanvliegroute te volgen besloot Reynolds evenwijdig aan de landingsbaan te vliegen en pas als ze het vliegveld in zicht hadden de normale route te volgen. Vanwege het heuvelachtige terrein ten zuiden van de baan gaf Reynolds de voorkeur aan een hogere aanvliegroute (610 meter in plaats van 365 meter), om pas in de laatste bocht steil te dalen. Na het bereiken van de opgegeven hoogte stabiliseerde Reynolds het vliegtuig en vervolgde zijn weg naar het vliegveld.
De bemanning kreeg het vliegveld pas vlak bij het begin van landingsbaan 16 in zicht, waarop de gezagvoerder 40 graden naar links stuurde. Omdat Reynolds de landingsbaan vanuit zijn positie niet meer kon zien vroeg hij zijn copiloot om de baan in de gaten te houden. Kort hierna zette de gezagvoerder een bocht naar rechts in en gaf tegelijkertijd opdracht het landingsgestel te laten zakken en gas terug te nemen.
Om 04.11 uur lokale tijd botste de Sirius tegen een heuvel ten zuidoosten van het vliegveld, ca. 4 km van het begin van de landingsbaan. Het vliegtuig brak daarop in stukken en vloog in brand. Brokstukken lagen verspreid tot op een afstand van 360 meter.

De aanbevolen aanvliegroute voor baan 34 (zwarte gestippelde lijn) en de gevolgde route (rode lijn).
De aanbevolen dalingsroute voor baan 34 (zwarte gestippelde lijn) en de geplande (blauwe gestippelde lijn) en gevolgde route (rode lijn).

### Slachtoffers
In totaal kwamen 20 inzittenden om het leven, onder wie drie bemanningsleden.
| Nationaliteit  | Passagiers | Bemanning | Totaal |
| -------------- | ---------- | --------- | ------ |
| Nederland      | 9          | 3         | 12     |
| Italië         | 3          | -         | 3      |
| Ierland        | 2          | -         | 2      |
| West-Duitsland | 1          | -         | 1      |
| Birma          | 1          | -         | 1      |
| onbekend       | 1          | -         | 1      |
| Totaal         | 17         | 3         | 20     |

Gezagvoerder Reynolds overleefde het ongeluk, maar raakte wel ernstig gewond aan beide benen.

## Nasleep

### Onderzoek
De dag na de fatale vlucht bereikte een onderzoeksteam Caïro om de Egyptische autoriteiten te ondersteunen bij het onderzoek naar de ramp.
Op 6 maart 1963 bracht de onderzoeksraad de conclusies van zijn onderzoek naar buiten. Volgens de raad had gezagvoerder Reynolds niet goed op zijn instrumenten gekeken en daardoor niet opgemerkt dat het vliegtuig hoogte verloor. Hij kreeg een vliegverbod van drie maanden opgelegd. Uiteindelijk bleek hij blijvend invalide geraakt te zijn en raakte zodoende zijn vliegbrevet kwijt.